# A Kongói Népköztársaság az 1980. évi nyári olimpiai játékokon
A Kongói Népköztársaság a szovjetunióbeli Moszkvában megrendezett 1980. évi nyári olimpiai játékok egyik részt vevő nemzete volt. Az országot az olimpián 3 sportágban 23 sportoló képviselte, akik érmet nem szereztek.

## Atlétika
Férfi
| Versenyző                                                               | Versenyszám     | Előfutam | Előfutam | Előfutam | Negyeddöntő | Negyeddöntő | Negyeddöntő | Elődöntő | Elődöntő | Elődöntő | Döntő   | Döntő    |
| Versenyző                                                               | Versenyszám     | Idő      | Hely.    | Össz.    | Idő         | Hely.       | Össz.       | Idő      | Hely.    | Össz.    | Idő     | Helyezés |
| ----------------------------------------------------------------------- | --------------- | -------- | -------- | -------- | ----------- | ----------- | ----------- | -------- | -------- | -------- | ------- | -------- |
| Théophile Nkounkou                                                      | 100 m           | 10,53    | 3.       | 22.***   | 10,59       | 6.          | 28.         | kiesett  | kiesett  | kiesett  | kiesett | kiesett  |
| Antoine Kiakouama                                                       | 100 m           | 10,69    | 4.       | 34.*     | kiesett     | kiesett     | kiesett     | kiesett  | kiesett  | kiesett  | kiesett | kiesett  |
| Emmanuel M’Pioh                                                         | Maraton         |          |          |          |             |             |             |          |          |          | 2:48:17 | 52.      |
| Bernard Mabikana                                                        | 110 m gát       | 15,42    | 6.       | 20.      |             |             |             | kiesett  | kiesett  | kiesett  | kiesett | kiesett  |
| Louis Nkanza Théophile Nkounkou Jean-Pierre Bassegela Antoine Kiakouama | 4 × 100 m váltó | 40,09    | 7.       | 12.      |             |             |             |          |          |          | kiesett | kiesett  |

* - egy másik versenyzővel azonos eredményt ért el

*** - három másik versenyzővel azonos eredményt ért el

## Kézilabda

### Női
| A Kongói Népköztársaság női kézilabdacsapat-játékoskerete                                                                         | A Kongói Népköztársaság női kézilabdacsapat-játékoskerete                                                                |
| --- | --- |
| - Angelik Abebame - Germaine Djimbi - Henriette Koula - Isabelle Azanga - Julienne Malaki - Madeleine Mitsotso - Micheline Okemba | - Nicole Oba - Pascaline Bobeka - Pemba Lopez - Solange Koulinka - Viviane Okoula - Yolande Kada-Gango - Yvonne Makouala |

#### Eredmények
Csoportkör
| 1980. július 21. 17:00 | Szovjetunió (URS) | 30–11 | Kongói Népköztársaság (CGO) |  |
| 1980. július 21. 17:00 | (17–4)            |       |                             |  |
| 1980. július 21. 17:00 |                   |       |                             |  |

| 1980. július 23. 18:30 | Magyarország (HUN) | 39–10 | Kongói Népköztársaság (CGO) |  |
| 1980. július 23. 18:30 | (19–6)             |       |                             |  |
| 1980. július 23. 18:30 |                    |       |                             |  |

| 1980. július 25. 18:30 | NDK (GDR) | 28–6 | Kongói Népköztársaság (CGO) |  |
| 1980. július 25. 18:30 | (15–4)    |      |                             |  |
| 1980. július 25. 18:30 |           |      |                             |  |

| 1980. július 27. 18:30 | Csehszlovákia (TCH) | 23–10 | Kongói Népköztársaság (CGO) |  |
| 1980. július 27. 18:30 | (9–3)               |       |                             |  |
| 1980. július 27. 18:30 |                     |       |                             |  |

| 1980. július 29. 13:00 | Jugoszlávia (YUG) | 39–9 | Kongói Népköztársaság (CGO) |  |
| 1980. július 29. 13:00 | (16–5)            |      |                             |  |
| 1980. július 29. 13:00 |                   |      |                             |  |

Végeredmény
| Helyezés | Csapat                      | M | Gy | D | V | G+  | G–  | Gk   | P  |
| -------- | --------------------------- | - | -- | - | - | --- | --- | ---- | -- |
| Arany    | Szovjetunió (URS)           | 5 | 5  | 0 | 0 | 99  | 52  | +47  | 10 |
| Ezüst    | Jugoszlávia (YUG)           | 5 | 3  | 1 | 1 | 107 | 67  | +40  | 7  |
| Bronz    | NDK (GDR)                   | 5 | 3  | 1 | 1 | 91  | 58  | +33  | 7  |
| 4.       | Magyarország (HUN)          | 5 | 1  | 1 | 3 | 80  | 74  | +6   | 3  |
| 5.       | Csehszlovákia (TCH)         | 5 | 1  | 1 | 3 | 65  | 78  | –13  | 3  |
| 6.       | Kongói Népköztársaság (CGO) | 5 | 0  | 0 | 5 | 46  | 159 | –113 | 0  |

| Csapat                      | Helyezés |
| --------------------------- | -------- |
| Kongói Népköztársaság (CGO) | 6.       |

## Ökölvívás
| Versenyző          | Versenyszám  | 32-es főtábla              | Nyolcaddöntő               | Negyeddöntő       | Elődöntő          | Döntő             | Helyezés |
| Versenyző          | Versenyszám  | Ellenfél Eredmény          | Ellenfél Eredmény          | Ellenfél Eredmény | Ellenfél Eredmény | Ellenfél Eredmény | Helyezés |
| ------------------ | ------------ | -------------------------- | -------------------------- | ----------------- | ----------------- | ----------------- | -------- |
| Alphonse Matoubela | Könnyűsúly   | Dezamits Tibor (HUN) · 0:5 | kiesett                    | kiesett           | kiesett           | kiesett           | 17.      |
| Georges Koffi      | Váltósúly    | John Mugabi (UGA) · KO     | kiesett                    | kiesett           | kiesett           | kiesett           | 17.      |
| Anaclet Wamba      | Félnehézsúly |                            | Benny Pike (AUS) · feladta | kiesett           | kiesett           | kiesett           | 9.       |